# Harpalyce hilariana
Harpalyce hilariana är en ärtväxtart som beskrevs av George Bentham. Harpalyce hilariana ingår i släktet Harpalyce och familjen ärtväxter.

## Underarter
Arten delas in i följande underarter:
- H. h. hilariana
- H. h. speciosa